# Siegfried Krepp

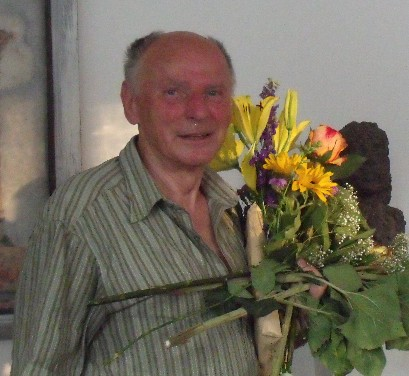
Siegfried Krepp im Juli 2010

Siegfried Krepp (* 3. Juli 1930 in Lauchhammer; † 23. Oktober 2013 in Berlin) war ein deutscher Bildhauer und Maler. Seine bildhauerischen, stadtgeschichtlich oft sehr bedeutenden, Arbeiten im öffentlichen Raum sind an zahlreichen Plätzen Berlins und anderer Städte zu finden.

## Leben
Nach einer Lehre als Verwaltungsgehilfe von 1945 bis 1948 und einer Umschulung zum Maschinenschlosser bis 1950 arbeitete Siegfried Krepp 1950/51 als Dekorateur bei der HO in Bad Liebenwerda. Seine künstlerische Ausbildung umfasste ein kombiniertes Studium an der ABF und der Hochschule für bildende und angewandte Kunst Berlin. 1951/52 und anschließend bis 1958 studierte er dort Bildhauerei bei Theo Balden, Heinz Worner, Heinrich Drake und Waldemar Grzimek. Von 1958 bis 1960 war er Meisterschüler bei Fritz Cremer an der Akademie der Künste. Danach arbeitete er freischaffend in Berlin. Von 1978 bis 1981 erhielt Siegfried Krepp einen Lehrauftrag für Reliefgestaltung an der Kunsthochschule Berlin-Weißensee. Von 1958 bis 1990 war er Mitglied im Verband Bildender Künstler der DDR.
Zu Krepps wichtigsten Arbeiten gehören die Reliefstele zum Denkmal deutscher antifaschistischer Spanienkämpfer im Volkspark Friedrichshain (1966–1969), die Reliefgestaltung am Südportal des Berliner Doms (1978–1984, eingebaut 1992) und das Meister-Eckhart-Memorial an der Erfurter Predigerkirche (1991–1998). Studienreisen führten ihn nach Bulgarien, Rumänien, Polen, die Sowjetunion, Italien, Finnland und Frankreich.
In den 1960er Jahren und nach 1998 wandte er sich neben der Bildhauerei auch der Malerei zu. Siegfried Krepp lebte und arbeitete in Berlin-Weißensee. Sein Grab befindet sich auf dem Auferstehungsfriedhof in der Indira-Gandhi-Straße.
Arbeiten von ihm befinden sich unter anderem im Besitz der Nationalgalerie Berlin, der Skulpturensammlung Dresden, der Skulpturensammlung Magdeburg und des Staatlichen Museums Schwerin.

## Werke (Auswahl)
- 1959–1961: Turnende Jungen, Bronze
- 1962: Porträt Wilfried Fitzenreiter, Bronze
- 1963: Porträt Bertolt Brecht, Bronze
- 1966–1967: Porträtstudie Helene Weigel, Bronze
- 1966–1969 Relief zum Denkmal deutscher antifaschistischer Spanienkämpfer[1]
- 1966–1971 Große Liegende
- 1975: Sitzende, Bronze[2]
- 1975: Gitarrenspieler, Bronze[3]
- 1975–1978 Liegender Akt Sommer, Bronze
- 1978–1984: Südportal des Berliner Doms Versöhnungstür
- 1987: Porträt des Schauspielers Wolfgang Heinz
- 1989: Der Entfesselte, auch Anton-Saefkow-Ehrung genannt.
 Ein Reliefblock aus Sandstein, der die drei Widerstandskämpfer Anton Saefkow, Franz Jacob und Bernhard Bästlein ehrt.[4]
- 1991–1998: Meister-Eckart-Portal an der Erfurter Predigerkirche

## Einzel- und Gruppenausstellungen (Auswahl)
- 1957: Junge Künstler, Berlin, Ausstellungspavillon Werderstraße
- 1961: Galerie Konkret, Berlin; Deutsche Akademie der Künste, Berlin
- 1962 bis 1988: alle Kunstausstellungen der DDR in Dresden
- 1966: Staatliche Museen, Schwerin
- 1967: Deutsche realistische Bildhauerkunst im XX. Jahrhundert, Berlin, Nationalgalerie
- 1967, 1973, 1975 und 1982: Freiluftausstellung Plastik und Blumen in  Berlin
- 1975: Galerie am Prater, Berlin
- 1975: Berlin, Altes Museum (In Freundschaft verbunden)
- 1977: Plastik-Biennale, Middelheim
- 1979: Weggefährden – Zeitgenossen, Berlin, Altes Museum
- 1979: Jugend in der Kunst, Berlin, Altes Museum
- 1980: Angermuseum, Erfurt; Kleinplastik-Biennale, Budapest
- 1981: Anthropos, Wien; Galerie Hilger, Salzburg
- 1984: Galerie an der Havel, Brandenburg
- 1984: Berlin, Altes Museum (Alltag und Epoche)
- 1986: Warschau, Galerie des Verbandes der Bildhauer Polens (Plastik und Zeichnungen)
- 1987: Dresden, Galerie Rähnitzgasse („Wirklichkeit und Bildhauerzeichnung“)
- 1987: Schloss Senftenberg
- 1987/88: Bildhauerkunst aus der DDR, München, Mannheim, Bonn
- 1988: Nationalgalerie, Berlin
- 1989: Nationale Sammlung, Magdeburg
- 1990: Franziskaner-Klosterkirche, Berlin
- 2002: Klostergalerie Zehdenick
- 2003: Galerie Weißenseer Freitag, Berlin
- 2004: Galerie am Schloss, Senftenberg
- 2005 Marienkapelle/Marienkirche, Berlin
- 2007: Kunstpavillon Heringsdorf
- 2010: Galerie 100, Berlin; zum 80. Geburtstag von Krepp[5]

## Diebstahl eines Werkes
Im August 2017 wurde die Plastik Sitzender weiblicher Akt aus dem Schlosspark in Senftenberg gestohlen.

## Galerie

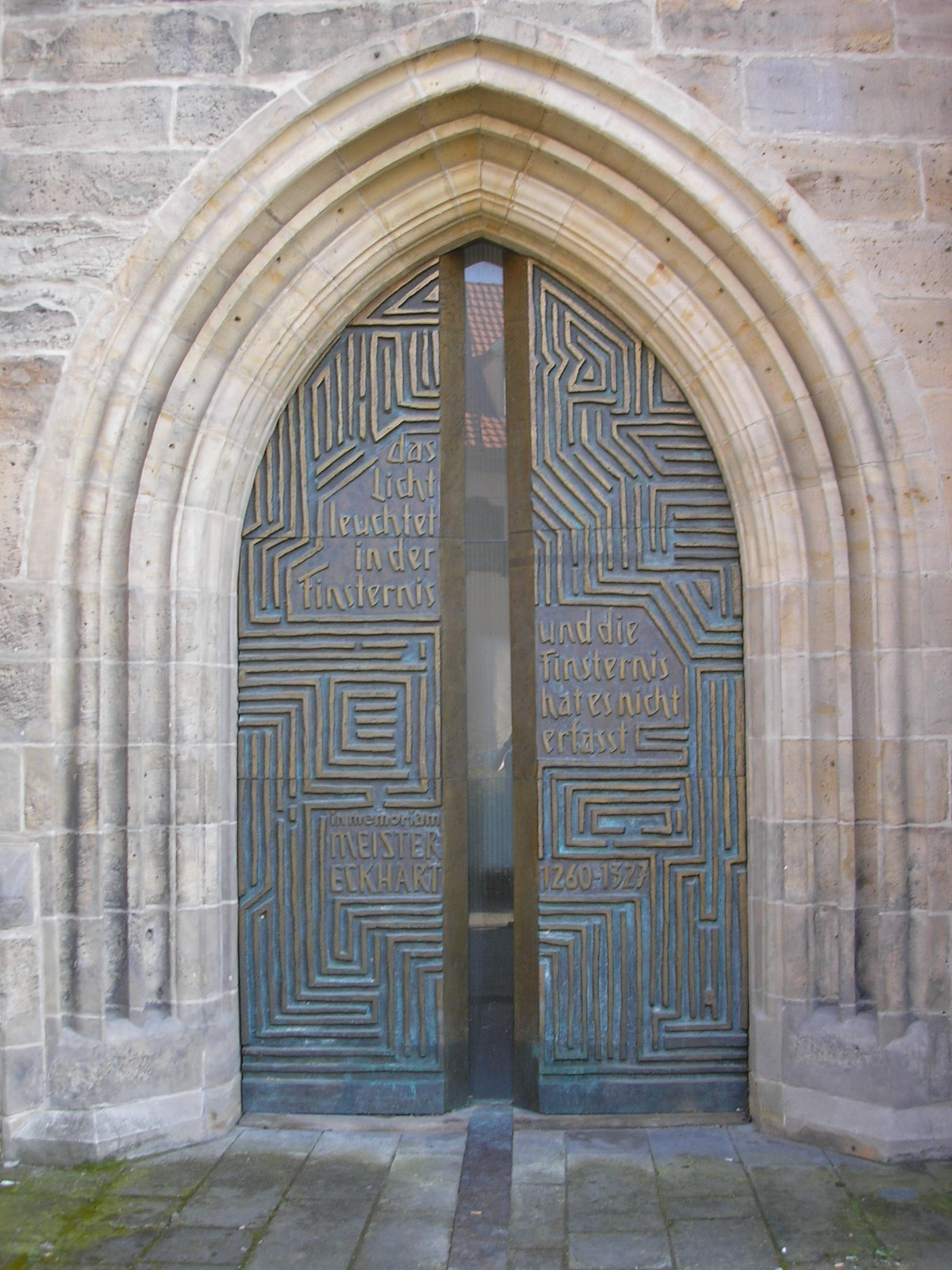
Meister-Eckart-Portal an der Predigerkirche in Erfurt
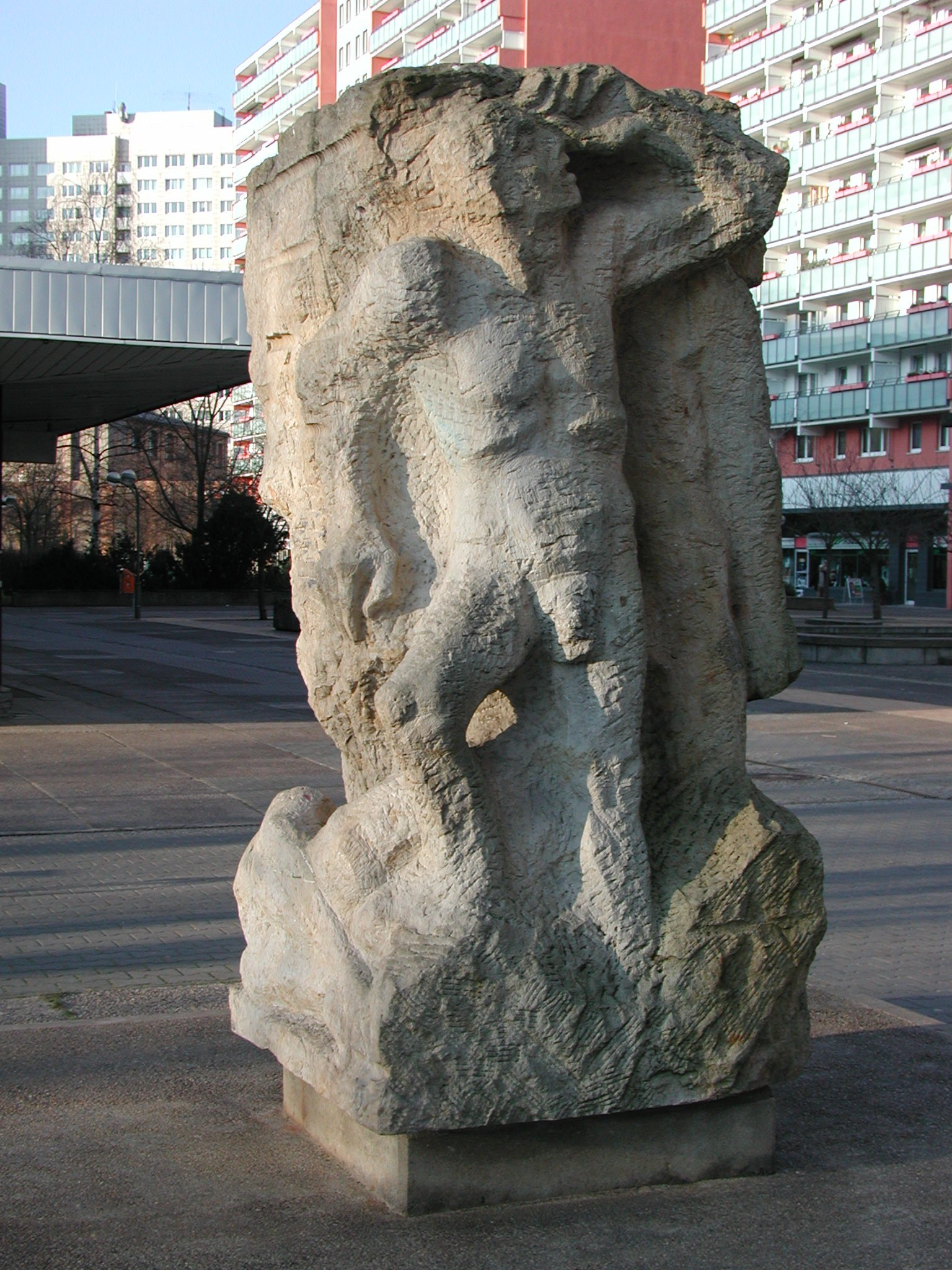
Der Entfesselte (1989) auf dem Anton-Saefkow-Platz im Berliner Ortsteil Fennpfuhl
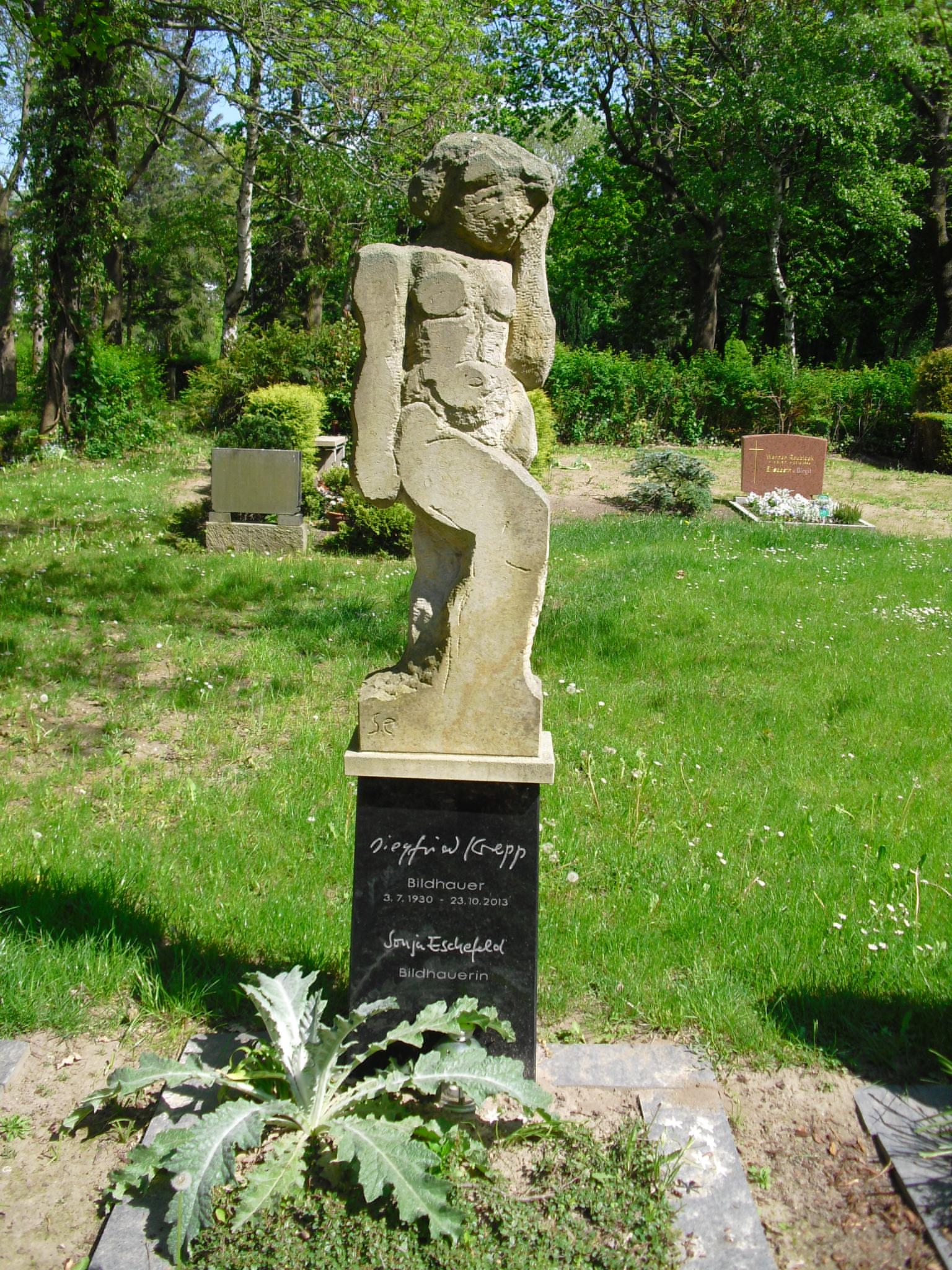
Grabstein auf dem Auferstehungsfriedhof in Berlin. Mit einer Skulptur seiner Ehefrau Sonja Eschefeld
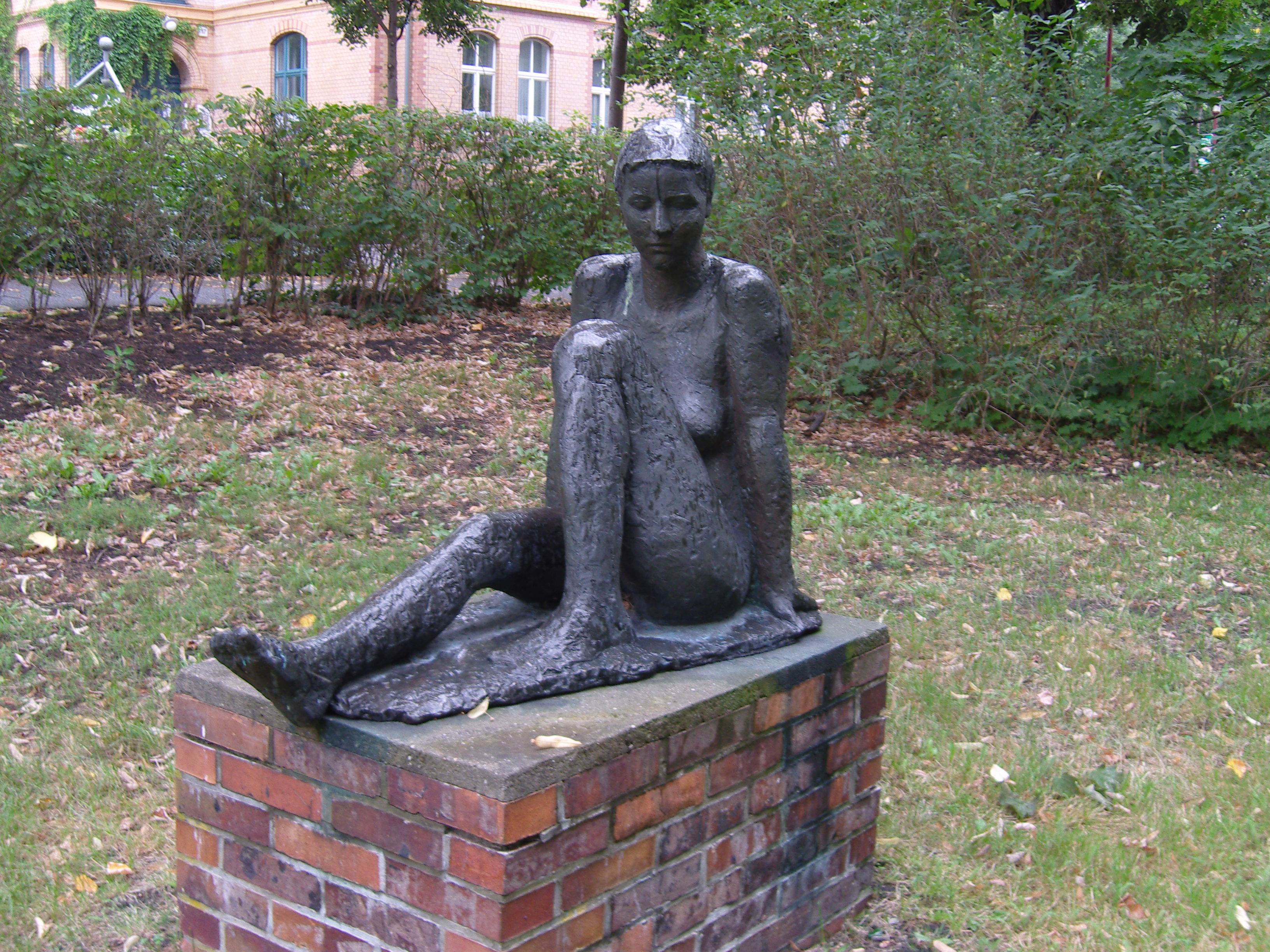
Plastik in Senftenberg (2017 gestohlen)
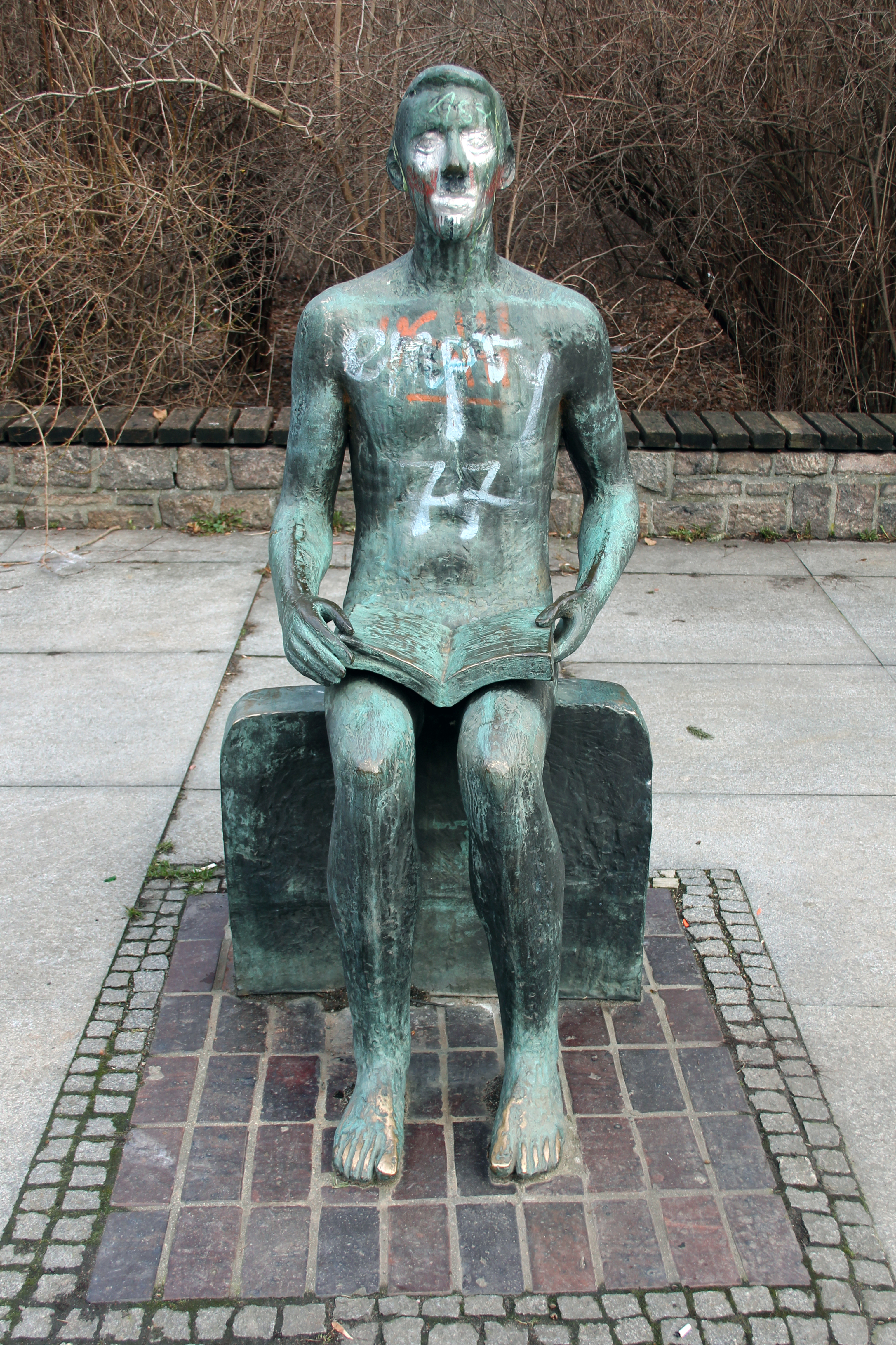
Lesender Knabe Pistoriusstraße 19, in Berlin-Weißensee

## Zitat
„Mir war das Bemühen um persönliche Integrität gegenüber alles vereinnahmenden Bedingungen vergangener Jahre immer wichtig. Diese beiden Ansätze waren und sind es vermutlich, die mich das, was ich denke und fühle, in Bildhauerei haben umsetzen lassen. Sie haben mich geradezu dazu gezwungen, mir einen Kopf über Probleme zu machen, die mein und das Leben anderer wesentlich beeinflußten. Daraus Plastik zu machen ist eine Schwierigkeit. Wer aber hat sie nicht, wenn für ihn Herausforderungen der Zeit unausweichlich sind. Oft haben sich für mich diese Probleme als die gleichen erwiesen, wie sie für Generationen vor uns bestanden; eine Sisyphosarbeit also und eine, die einen merkwürdigerweise dennoch erfüllt.“ (S. Krepp im Oktober 1989)

## Auszeichnungen
- 1978 Kunstpreis der DDR, Kunstpreis des FDGB
- 1985 Nationalpreis der DDR III. Klasse für Kunst und Literatur